# Copa del Rey 1991/92
Die Copa del Rey 1991/92 war die 88. Austragung des spanischen Fußballpokals.
Der Wettbewerb startete am 21. August 1991 und endete mit dem Finale am 27. Juni 1992 im Estadio Santiago Bernabéu (Madrid). Titelverteidiger des Pokalwettbewerbs war Atlético Madrid. Den Titel gewann erneut Atlético Madrid durch einen 2:0-Erfolg im Finale gegen den Stadtrivalen Real Madrid. Damit qualifizierte sich Atlético für den Europapokal der Pokalsieger 1992/93.

## Erste Hauptrunde
Die Hinspiele wurden am 21. August, die Rückspiele am 25. und 26. August 1991 ausgetragen.
|                          | Gesamt          |                        | Hinspiel | Rückspiel |
| ------------------------ | --------------- | ---------------------- | -------- | --------- |
| Racing Lermeño           | 2:4             | Cultural Leonesa       | 1:1      | 1:3       |
| SD Almazán               | 2:5             | FC Palencia            | 1:4      | 1:1       |
| FC Zamora                | 01:10           | Real Ávila             | 1:2      | 0:8       |
| SD Gimnástica Medinense  | 2:1             | CD Numancia            | 1:0      | 1:1       |
| Atlético Astorga         | 2:9             | UD Salamanca           | 0:1      | 2:8       |
| CD Iliturgi              | 2:3             | Polideportivo Ejido    | 1:0      | 1:3       |
| Motril CF                | 2:9             | CD Estepona            | 1:2      | 1:7       |
| CD Mármol Macael         | 1:1 (?:? i. E.) | CD Los Boliches        | 1:0      | 0:1       |
| FC Granada               | 2:3             | Real Jaén              | 2:0      | 0:3       |
| CD Fuengirola            | 1:1 (?:? i. E.) | UD Melilla             | 0:0      | 1:1       |
| CD Pozoblanco            | 0:1             | Real Linense           | 0:0      | 0:1       |
| FC Algeciras             | 3:4             | RC Portuense           | 1:0      | 2:4       |
| Atlético Palma del Río   | 1:0             | Atlético Sanluqueño    | 1:0      | 0:0       |
| AD Ceuta                 | 1               | CD San Roque           |          |           |
| Écija Balompié           | 3:0             | Deportivo Xerez        | 3:0      | 0:0       |
| FC Córdoba               | 2:2 (?:? i. E.) | Recreativo Huelva      | 1:2      | 1:0       |
| UB Conquense             | 1:3             | CA Tomelloso           | 0:2      | 1:1       |
| CD Talavera              | 4:2             | CD Valdepeñas          | 1:2      | 3:0       |
| CP Villarrobledo         | 2:3             | Gimnástico Alcázar     | 1:2      | 1:1       |
| CD Guadalajara           | 1:6             | CD Toledo              | 1:2      | 0:4       |
| CD Alayor                | 3:5             | Sporting Mahonés       | 1:1      | 2:4       |
| CD Calvià                | 0:1             | CD Manacor             | 0:0      | 0:1       |
| CD Cala d’Or             | 02:11           | SD Ibiza               | 0:0      | 02:11     |
| CD Badía                 | 2:1             | CD Atlético Baleares   | 0:0      | 2:1       |
| CD Corralejo             | 0:2             | CD Maspalomas          | 0:1      | 0:1       |
| Atlético Ferreras        | 2:7             | UD Telde               | 1:0      | 1:7       |
| CD Mensajero             | 3:1             | CD Marino              | 2:0      | 1:1       |
| UD Realejos              | 2:2 (?:? i. E.) | AD Laguna              | 2:1      | 0:1       |
| CD Mirandés              | 2:1             | CD Endesa As Pontes    | 1:1      | 1:0       |
| UCD Burladés             | 0:5             | CD Arnedo              | 0:1      | 0:4       |
| CD Izarra                | 4:4 (?:? i. E.) | CD Peña Sport          | 4:0      | 0:4       |
| CD Plasencia             | 2:3             | CD Badajoz             | 1:1      | 1:2       |
| CF Villanovense          | 0:2             | FC Extremadura         | 0:0      | 0:2       |
| CP Cacereño              | 3:1             | CD Miajadas            | 3:1      | 0:0       |
| CD Eldense               | 1:3             | FC Elche               | 1:0      | 0:3       |
| AD Mar Menor-San Javier  | 2:9             | Yeclano CF             | 1:1      | 1:8       |
| UCD Chantrea             | 6:2             | CD Tudelano            | 4:1      | 2:1       |
| Cristian Lay CF          | 5:4             | CD Don Benito          | 3:0      | 2:4       |
| Villalonga FC            | 1:6             | CD Endesa As Pontes    | 1:3      | 0:3       |
| CD Lugo                  | 4:2             | SD Burela              | 1:0      | 3:2       |
| Viveiro CF               | 0:1             | CD Ourense             | 0:0      | 0:1       |
| Racing de Ferrol         | 5:3             | CD Lalín               | 3:2      | 2:1       |
| CD Bergantiños           | 1:2             | FC Pontevedra          | 0:0      | 1:2       |
| Pumarín CF               | 0:1             | CD Mosconia            | 0:1      | 0:0       |
| CD Marino                | 2:4             | Caudal Deportivo       | 2:0      | 0:4       |
| UP Langreo               | 20:1 2          | Club Hispano           | 0:1      | 0:0       |
| CD Barquereño            | 0:2             | Selaya FC              | 0:1      | 0:1       |
| UM Escobedo              | 6:1             | CD Laredo              | 4:1      | 2:0       |
| CD Pontejos              | 2:0             | Castro FC              | 2:0      | 0:0       |
| SD Amorebieta            | 0:4             | FC Barakaldo           | 0:1      | 0:3       |
| CD Galdácano             | 1:1 (?:? i. E.) | Deportivo Alavés       | 0:0      | 1:1       |
| Cultural Durango         | 2:0             | SD Lemona              | 1:0      | 1:0       |
| CD Mungia                | 0:1             | CD Baskonia            | 0:0      | 0:1       |
| CD Getxo                 | 1:2             | CD Santurtzi           | 1:1      | 0:1       |
| Tolosa CF                | 1:2             | CD Hernani             | 1:0      | 0:2       |
| UD Barbastro             | 0:5             | SD Huesca              | 0:3      | 0:2       |
| CD Teruel                | 2:4             | UD Fraga               | 0:1      | 2:3       |
| CA Monzón                | 2:4             | CD Binéfar             | 2:1      | 0:3       |
| CD Calatayud             | 3:4             | CE Andorra             | 2:0      | 1:4       |
| SD Ejea                  | 1:3             | AD Sabiñánigo          | 0:1      | 1:2       |
| CA Roda de Barà          | 1:6             | Gimnàstic de Tarragona | 0:4      | 1:2       |
| CF Balaguer              | 1:0             | CFJ Mollerussa         | 1:0      | 0:0       |
| FC Martinenc             | 1:2             | UE Sant Andreu         | 0:1      | 1:1       |
| Vilobí CF                | 4:2             | FC Girona              | 1:1      | 3:1       |
| AEC Manlleu              | 5:3             | FC Andorra             | 5:2      | 0:1       |
| CD Dénia                 | 1:7             | CD Benidorm            | 1:2      | 0:5       |
| CD Burriana              | 1:2             | UD Oliva               | 1:2      | 0:0       |
| SD Sueca                 | 4:5             | Torrent CF             | 2:2      | 2:3       |
| CD Jávea                 | 1:2             | FC Villarreal          | 1:0      | 0:2       |
| CD Olímpic de Xàtiva     | 01:11           | Hércules Alicante      | 1:6      | 0:5       |
| Torrevieja CF            | 0:3             | CF Gandía              | 0:1      | 0:2       |
| CD Alcoyano              | 2:3             | UD Levante             | 2:2      | 0:1       |
| CF Fuenlabrada           | 2:3             | CD Leganés             | 1:1      | 1:2       |
| RSD Alcalá               | 0:2             | FC Getafe              | 0:0      | 0:2       |
| CD Vicálvaro             | 4:3             | CA Valdemoro           | 2:1      | 2:2       |
| AD Parla                 | 2:3             | CD Colonia Moscardó    | 0:0      | 2:3       |
| AD Torrejón              | 3:4             | CD Pegaso              | 2:1      | 1:3       |
| CD Alberca               | 1:5             | AD Roldán              | 0:2      | 1:3       |
| Algar CF                 | 1:9             | FC Cartagena           | 0:4      | 1:5       |
| Santomera CF             | 1:2             | Águilas CF             | 1:0      | 0:2       |
| SD Hullera Vasco-Leonesa | 1:5             | SD Ponferradina        | 1:1      | 0:4       |

- Juventud Cambados, CD Praviano, Gimnástica de Torrelavega, CD Banyoles, UD Alzira, CD Móstoles, CA Marbella und UD Socuéllamos erhielten ein Freilos.

## Zweite Hauptrunde
Die Hinspiele wurden am 29. August, die Rückspiele am 5. und 12. September 1991 ausgetragen.
|                         | Gesamt          |                           | Hinspiel | Rückspiel |
| ----------------------- | --------------- | ------------------------- | -------- | --------- |
| Racing de Ferrol        | 3:4             | CD Lugo                   | 1:2      | 2:2       |
| Juventud Cambados       | 2:2 (?:? i. E.) | CD Ourense                | 0:0      | 2:2       |
| FC Pontevedra           | 1:2             | CD Endesa As Pontes       | 0:0      | 1:2       |
| UP Langreo              | 3:2             | CD Mosconia               | 3:1      | 0:1       |
| CD Praviano             | 1:3             | Caudal Deportivo          | 1:2      | 0:1       |
| CD Pontejos             | 1:3             | Gimnástica de Torrelavega | 0:1      | 1:2       |
| Selaya FC               | 1:4             | UM Escobedo               | 1:2      | 0:2       |
| Cultural Durango        | 1:4             | FC Barakaldo              | 0:2      | 1:2       |
| CD Santurtzi            | 3:5             | Deportivo Alavés          | 1:4      | 2:1       |
| CD Baskonia             | 6:2             | CD Hernani                | 3:1      | 3:1       |
| CE Andorra              | 0:2             | SD Huesca                 | 0:2      | 0:0       |
| CD Banyoles             | 4:6             | Gimnàstic de Tarragona    | 2:0      | 2:6       |
| CD Binéfar              | 4:0             | UD Fraga                  | 3:0      | 1:0       |
| CF Balaguer             | 2:3             | AEC Manlleu               | 2:1      | 0:2       |
| Vilobí CF               | 00:10           | UE Sant Andreu            | 0:4      | 0:6       |
| SD Ibiza                | 1:1 (?:? i. E.) | Sporting Mahonés          | 0:0      | 1:1       |
| Hércules Alicante       | 4:2             | FC Elche                  | 1:0      | 3:2       |
| UD Alzira               | 1:4             | CF Gandía                 | 0:2      | 1:2       |
| CD Benidorm             | 3:1             | FC Villarreal             | 3:0      | 0:1       |
| Torrent CF              | 0:1             | UD Oliva                  | 0:1      | 0:0       |
| CD Colonia Moscardó     | 2:5             | FC Getafe                 | 2:2      | 0:3       |
| CD Móstoles             | 3:4             | CD Leganés                | 1:0      | 2:4       |
| CD Pegaso               | 5:6             | CD Vicálvaro              | 2:2      | 3:4       |
| Águilas CF              | 1:2             | FC Cartagena              | 0:0      | 1:2       |
| Yeclano CF              | 5:4             | AD Roldán                 | 3:3      | 2:1       |
| SD Gimnástica Medinense | 2:4             | SD Ponferradina           | 1:1      | 1:3       |
| UD Salamanca            | 2:3             | Real Ávila                | 2:0      | 0:3       |
| Cultural Leonesa        | 0:4             | FC Palencia               | 0:2      | 0:2       |
| Polideportivo Ejido     | 1:1 (?:? i. E.) | CD Los Boliches           | 0:0      | 1:1       |
| CD Fuengirola           | 2:3             | CD Estepona               | 1:3      | 1:0       |
| CA Marbella             | 2:1             | Real Jaén                 | 1:0      | 1:1       |
| Atlético Palma del Río  | 0:5             | FC Córdoba                | 0:1      | 0:4       |
| Écija Balompié          | 0:1             | Real Linense              | 0:0      | 0:1       |
| CD San Roque            | 0:2             | RC Portuense              | 0:2      | 0:0       |
| UD Socuéllamos          | 1:9             | CA Tomelloso              | 0:3      | 1:6       |
| CD Talavera             | 3:1             | CD Toledo                 | 3:1      | 0:0       |
| CD Badía                | 2:0             | CD Manacor                | 2:0      | 0:0       |
| CD Arnedo               | 4:3             | CD Peña Sport             | 2:3      | 2:0       |
| Cristian Lay CF         | 0:3             | FC Extremadura            | 0:2      | 0:1       |
| CP Cacereño             | 2:3             | CD Badajoz                | 1:2      | 1:1       |
| CD Mirandés             | 4:3             | UCD Chantrea              | 2:0      | 2:3       |
| UD Telde                | 3:3 (?:? i. E.) | CD Maspalomas             | 3:0      | 0:3       |
| UD Realejos             | 1:2             | CD Mensajero              | 0:0      | 1:2       |

- AD Sabiñánigo, Gimnástico Alcázar und UD Levante erhielten ein Freilos.

## Dritte Hauptrunde
Die Hinspiele wurden zwischen dem 11. und 19. September, die Rückspiele zwischen dem 17. und 26. September 1991 ausgetragen.
|                           | Gesamt          |                        | Hinspiel | Rückspiel |
| ------------------------- | --------------- | ---------------------- | -------- | --------- |
| UP Langreo                | 01:13           | Real Saragossa         | 0:5      | 1:8       |
| FC Barakaldo              | 0:2             | UD Las Palmas          | 0:0      | 0:2       |
| Deportivo Alavés          | 2:5             | Athletic Bilbao        | 1:1      | 1:4       |
| CD Baskonia               | 0:0 (?:? i. E.) | Orihuela Deportivo CF  | 0:0      | 0:0       |
| CD Mensajero              | 0:4             | CD Lugo                | 0:2      | 0:2       |
| SD Huesca                 | 0:6             | SD Compostela          | 0:1      | 0:5       |
| CD Mirandés               | 1:5             | Espanyol Barcelona     | 1:1      | 0:4       |
| UE Sant Andreu            | 1:7             | Real Valladolid        | 1:4      | 0:3       |
| AD Sabiñánigo             | 1:7             | SD Eibar               | 0:2      | 1:5       |
| CD Vicálvaro              | 1:2             | UE Figueres            | 0:1      | 1:1       |
| Gimnàstic de Tarragona    | 1:2             | CD Logroñés            | 0:0      | 1:2       |
| AEC Manlleu               | 8:1             | CD Endesa As Pontes    | 5:1      | 3:0       |
| CD Arnedo                 | 01:12           | FC Valencia            | 0:6      | 1:6       |
| CD Ourense                | 0:5             | Real Sociedad          | 0:2      | 0:3       |
| Caudal Deportivo          | 3:1             | CD Leganés             | 3:0      | 0:1       |
| FC Palencia               | 0:3             | Betis Sevilla          | 0:0      | 0:3       |
| CA Tomelloso              | 3:2             | Celta Vigo             | 1:0      | 2:2       |
| FC Extremadura            | 1:2             | Rayo Vallecano         | 1:1      | 0:1       |
| SD Ibiza                  | 0:2             | CE Sabadell            | 0:0      | 0:2       |
| UD Levante                | 3:6             | Deportivo La Coruña    | 2:1      | 1:5       |
| CD Badía                  | 1:8             | CD Teneriffa           | 1:5      | 0:3       |
| Real Linense              | 1:2             | CP Mérida              | 1:1      | 0:1       |
| CD Talavera               | 0:4             | Real Burgos            | 0:0      | 0:4       |
| RC Portuense              | 1:2             | Real Avilés Industrial | 0:0      | 1:2       |
| Real Ávila                | 0:5             | CD Castellón           | 0:3      | 0:2       |
| CD Binéfar                | 01:10           | RCD Mallorca           | 1:3      | 0:7       |
| Yeclano CF                | 0:3             | Sestao SC              | 0:2      | 0:1       |
| CF Gandía                 | 2:6             | Racing Santander       | 2:2      | 0:4       |
| CD Estepona               | 1:0             | SD Ponferradina        | 1:0      | 0:0       |
| Gimnástico Alcázar        | 3:1             | UD Oliva               | 3:0      | 0:1       |
| CA Marbella               | 3:2             | Albacete Balompié      | 3:0      | 0:2       |
| Hércules Alicante         | 3:6             | Real Murcia            | 2:2      | 1:4       |
| FC Getafe                 | 3:2             | FC Cádiz               | 3:1      | 0:1       |
| FC Córdoba                | 3:4             | FC Sevilla             | 2:2      | 1:2       |
| UM Escobedo               | 0:3             | CD Málaga              | 0:1      | 0:2       |
| CD Los Boliches           | 0:6             | FC Palamós             | 0:2      | 0:4       |
| CD Badajoz                | 1:2             | CD Benidorm            | 1:0      | 0:2       |
| Gimnástica de Torrelavega | 6:7             | FC Cartagena           | 4:2      | 2:5       |
| UD Telde                  | 2:6             | UE Lleida              | 2:1      | 0:5       |

## Vierte Hauptrunde
Die Hinspiele wurden zwischen dem 9. und 16. Oktober, die Rückspiele am 16. und 30. Oktober 1991 ausgetragen.
|                       | Gesamt          |                        | Hinspiel | Rückspiel |
| --------------------- | --------------- | ---------------------- | -------- | --------- |
| Gimnástico Alcázar    | 1:3             | CD Castellón           | 1:1      | 0:2       |
| CD Benidorm           | 3:3 (3:2 i. E.) | UE Lleida              | 1:1      | 2:2       |
| FC Cartagena          | 1:5             | Athletic Bilbao        | 0:1      | 1:4       |
| Caudal Deportivo      | 3:5             | Real Avilés Industrial | 2:3      | 1:2       |
| SD Eibar              | 2:4             | Espanyol Barcelona     | 2:2      | 0:2       |
| CD Estepona           | 0:4             | Real Burgos            | 0:1      | 0:3       |
| FC Getafe             | 4:3             | Sestao SC              | 3:1      | 1:2       |
| CD Lugo               | 1:5             | SD Compostela          | 1:1      | 0:4       |
| CD Málaga             | 2:0             | Rayo Vallecano         | 2:0      | 0:0       |
| RCD Mallorca          | 1:3             | Deportivo La Coruña    | 0:0      | 1:3       |
| AEC Manlleu           | 1:4             | Real Saragossa         | 0:1      | 1:3       |
| CA Marbella           | 0:2             | Betis Sevilla          | 0:0      | 0:2       |
| Real Murcia           | 4:2             | UE Figueres            | 1:0      | 3:2       |
| Orihuela Deportivo CF | 3:3 (2:4 i. E.) | CD Logroñés            | 2:0      | 1:3       |
| FC Palamós            | 3:2             | UD Las Palmas          | 3:0      | 0:2       |
| CE Sabadell           | 3:6             | CD Teneriffa           | 3:1      | 0:5       |
| Racing Santander      | 1:2             | Real Sociedad          | 0:0      | 1:2       |
| CA Tomelloso          | 1:2             | CP Mérida              | 1:1      | 0:1       |
| Real Valladolid       | 1:2             | FC Valencia            | 1:1      | 0:1       |

- FC Sevilla erhielt ein Freilos.

## Fünfte Hauptrunde
Die Hinspiele wurden am 20. November, die Rückspiele am 4. Dezember 1991 ausgetragen.
|                | Gesamt |                        | Hinspiel | Rückspiel |
| -------------- | ------ | ---------------------- | -------- | --------- |
| CD Benidorm    | 2:1    | CP Mérida              | 2:1      | 0:0       |
| SD Compostela  | 1:2    | Real Burgos            | 1:0      | 0:2       |
| FC Getafe      | 1:2    | Betis Sevilla          | 1:0      | 0:2       |
| CD Málaga      | 0:1    | CD Castellón           | 0:1      | 0:0       |
| Real Murcia    | 4:2    | Real Avilés Industrial | 2:2      | 2:0       |
| FC Palamós     | 0:6    | Athletic Bilbao        | 0:3      | 0:3       |
| Real Sociedad  | 3:4    | CD Logroñés            | 2:1      | 1:3       |
| FC Sevilla     | 4:2    | Espanyol Barcelona     | 4:1      | 0:1       |
| CD Teneriffa   | 1:2    | FC Valencia            | 1:0      | 0:2       |
| Real Saragossa | 2:5    | Deportivo La Coruña    | 0:2      | 2:3       |

## Achtelfinale
Die Hinspiele wurden am 8. und 9. Januar, die Rückspiele am 22. Januar 1992 ausgetragen.
|               | Gesamt          |                     | Hinspiel | Rückspiel |
| ------------- | --------------- | ------------------- | -------- | --------- |
| CD Benidorm   | 1:3             | Sporting Gijón      | 1:1      | 0:2       |
| Betis Sevilla | 1:4             | Athletic Bilbao     | 1:1      | 0:3       |
| CD Castellón  | 3:6             | CD Logroñés         | 2:0      | 1:6       |
| Real Madrid   | 5:2             | Real Burgos         | 4:0      | 1:2       |
| Real Murcia   | 1:2             | FC Sevilla          | 1:1      | 0:1       |
| CA Osasuna    | 3:3 (3:5 i. E.) | Deportivo La Coruña | 3:2      | 0:1       |
| Real Oviedo   | 1:5             | Atlético Madrid     | 1:0      | 0:5       |
| FC Valencia   | 4:4 (5:4 i. E.) | FC Barcelona        | 2:0      | 2:4       |

## Viertelfinale
Die Hinspiele wurden am 5. und 6. Februar, die Rückspiele am 25. und 26. Februar 1992 ausgetragen.
|                 | Gesamt |                     | Hinspiel | Rückspiel |
| --------------- | ------ | ------------------- | -------- | --------- |
| Athletic Bilbao | 0:4    | Atlético Madrid     | 0:3      | 0:1       |
| Real Madrid     | 2:1    | FC Valencia         | 2:1      | 0:0       |
| FC Sevilla      | 1:4    | Deportivo La Coruña | 0:1      | 1:3       |
| Sporting Gijón  | 2:1    | CD Logroñés         | 2:0      | 0:1       |

## Halbfinale
Die Hinspiele wurden am 13. und 14. Juni, die Rückspiele am 20. Juni 1992 ausgetragen.
|                 | Gesamt |                     | Hinspiel | Rückspiel |
| --------------- | ------ | ------------------- | -------- | --------- |
| Atlético Madrid | 3:1    | Deportivo La Coruña | 2:0      | 1:1       |
| Sporting Gijón  | 3:7    | Real Madrid         | 1:2      | 2:5       |

## Finale
| Atlético Madrid                                     | Atlético Madrid | Real Madrid | Real Madrid |
| --------------------------------------------------- | --- | --- | ----------- |
| Atlético Madrid                                     | \| 27. Juni 1992 in Madrid (Estadio Santiago Bernabéu) \| \| Ergebnis: 2:0 (2:0) \| \| Zuschauer: 70.000 \| \| Schiedsrichter: Manuel Díaz Vega \|                                                            | \| 27. Juni 1992 in Madrid (Estadio Santiago Bernabéu) \| \| Ergebnis: 2:0 (2:0) \| \| Zuschauer: 70.000 \| \| Schiedsrichter: Manuel Díaz Vega \|                                                                                                  | Real Madrid |
| Atlético Madrid                                     | Abel Resino – Tomás, Juanma López, Donato, Roberto Solozábal – Miquel Soler, Juan Vizcaíno, Bernd Schuster, Manolo (77. Toni) – Gabriel Moya (59. Alfredo Santaelena), Paulo Futre Cheftrainer: Luis Aragonés | Francisco Buyo – Chendo , Miguel Tendillo, Manolo Sanchís, Francisco Villarroya (46. Paco Llorente) – Míchel, Luis Milla, Fernando Hierro, Gheorghe Hagi (12. Alfonso) – Luis Enrique, Emilio Butragueño Cheftrainer: Leo Beenhakker ( Niederlande) | Real Madrid |
| Atlético Madrid                                     | 1:0 Bernd Schuster (7.) 2:0 Paulo Futre (29.) | | Real Madrid |
| Atlético Madrid                                     | Manolo (41.), Juan Vizcaíno (41.), Abel Resino (70.), Bernd Schuster (78.), Donato (85.) | Manolo Sanchís (12.), Míchel (18.), Fernando Hierro (50.), Luis Milla (79.) | Real Madrid |
| 27. Juni 1992 in Madrid (Estadio Santiago Bernabéu) | | |             |
| Ergebnis: 2:0 (2:0)                                 | | |             |
| Zuschauer: 70.000                                   | | |             |
| Schiedsrichter: Manuel Díaz Vega                    | | |             |